# 貝爾沃鎮區 (北卡羅萊納州桑普森縣)
貝爾沃鎮區（英語：Belvoir Township）是位於美國北卡羅萊納州桑普森縣的一個鎮區。

## 地方資料
貝爾沃鎮區的面積為67.33平方千米，皆為陸地。根據2020年美國人口普查的數據，當地共有人口2115人，而人口密度為每平方千米31.41人。